# Nicholas Alexander
Pour les articles homonymes, voir Alexander.
Nicholas « Nick » Alexander, né le 24 août 1988 à Brattleboro, est un sauteur à ski américain.

## Biographie
Il découvre le saut à ski à l'âge de dix ans et s'entraîne dès lors au Lebanon Outing club.
Alexander est débutant sur un concours international en mars 2007 au Mont Zaō. Lors de la saison suivante, il commence à participer à la Coupe continentale, où il obtient son premier résultat notable en 2009 à Predazzo (huitième). Il est inclus dans l'équipe américaine sur l'épreuve collective de Coupe du monde à Planica en mars 2009 et fait ses débuts individuels à ce niveau en novembre 2009 à Ruka. Entre-temps, il obtient des résultats dans les points sur le Grand Prix d'été, obtenant notamment une quinzième place à Courchevel. En 2010, il remporte son premier titre de champion des États-Unis.
Surnommé Zander, il prend part aux Jeux olympiques d'hiver de 2010, où il est 41e au petit tremplin,40e au grand tremplin et 11e par équipes, ainsi qu'aux Jeux olympiques d'hiver de 2014, où il s'améliore avec une 35e place sur le petit tremplin notamment.
En janvier 2013, il signe son unique podium dans la Coupe continentale à Titisee-Neustadt (3e).
En 2015, après avoir marqué ses premiers points dans la Coupe du monde (27e à Willingen), il reçoit sa première et unique sélection pour les Championnats du monde à Falun.
À l'issue de la saison 2015-2016, il prend sa retraite sportive.

## Palmarès

### Jeux olympiques
| Épreuve / Édition | Vancouver 2010 | Sotchi 2014 |
| Petit tremplin    | 41e            | 35e         |
| Grand tremplin    | 40e            | 48e         |
| Par équipes       | 11e            | 10e         |

### Championnats du monde
| Épreuve / Édition | Épreuve / Édition | Falun 2015 |
| Petit tremplin    | Petit tremplin    | 41e        |
| Grand tremplin    | Grand tremplin    | -          |
| Par équipes       | PT (mixte)        | 7e         |
| Par équipes       | GT                | -          |

Légende : PT = petit tremplin, GT = grand tremplin 

### Championnats du monde de vol à ski
| Épreuve / Édition | Planica 2010 |
| Par équipes       | 10e          |

### Coupe du monde
- Meilleur classement général : 78e en 2015.
- Meilleur résultat individuel : 27e.

#### Classements généraux
| Compet'/Année | Compet'/Année | Classement général | Classement général |
| ------------- | ------------- | ------------------ | ------------------ |
| Compet'/Année | Compet'/Année | Class.             | Points             |
| 2015          | 2015          | 78e                | 4                  |

### Championnats du monde junior
| Épreuve / Édition | Zakopane 2008 |
| Individuel        | 56e           |
| Par équipes       | 8e            |

### Coupe continentale
- 1 podium.